# A Frightful Blunder
A Frightful Blunder è un cortometraggio muto del 1913 diretto da Anthony O'Sullivan.

## Produzione
Il film fu prodotto dalla Biograph Company.

## Distribuzione
Distribuito dalla General Film Company, il film - un cortometraggio in una bobina - uscì nelle sale cinematografiche statunitensi il 17 aprile 1913.